# Ettan 2008
Ettan (finska: Ykkönen) 2008 var Finlands näst högsta division i fotboll säsongen 2008. Serien spelades mellan april och oktober 2008 och vanns av JJK, som därmed avancerade till Tipsligan.